# Sylvester Jasper
Sylvester Jasper (sinh ngày 13 tháng 9 năm 2001) là một cầu thủ bóng đá người Anh thi đấu ở vị trí tiền đạo cho Fulham.

## Thống kê sự nghiệp

### Câu lạc bộ
Tính đến 4 tháng 7 năm 2020
| Câu lạc bộ          | Mùa giải            | Giải quốc nội       | Giải quốc nội | Giải quốc nội | Cúp quốc gia | Cúp quốc gia | League Cup | League Cup | Khác    | Khác      | Tổng    | Tổng      |
| Câu lạc bộ          | Mùa giải            | Hạng đấu            | Số trận       | Bàn thắng     | Số trận      | Bàn thắng    | Số trận    | Bàn thắng  | Số trận | Bàn thắng | Số trận | Bàn thắng |
| ------------------- | ------------------- | ------------------- | ------------- | ------------- | ------------ | ------------ | ---------- | ---------- | ------- | --------- | ------- | --------- |
| U-23 Fulham         | 2019-20             | -                   | -             | -             | -            | -            | -          | -          | 2       | 0         | 2       | 0         |
| Fulham              | 2019-20             | Championship        | 2             | 0             | 1            | 0            | 0          | 0          | 0       | 0         | 3       | 0         |
| Tổng cộng sự nghiệp | Tổng cộng sự nghiệp | Tổng cộng sự nghiệp | 2             | 0             | 1            | 0            | 0          | 0          | 2       | 0         | 5       | 0         |

1. ↑  Số lần ra sân ở EFL Trophy
2. ↑  Số lần ra sân ở Cúp FA